# Andrew Farrell
Andrew Farrell (Louisville, 2 april 1992) is een Amerikaans profvoetballer die zowel als rechtsback en als centrale verdediger uit de voeten kan. In 2013 tekende hij een contract bij New England Revolution uit de Major League Soccer.

## Clubcarrière
Farrell werd als eerste gekozen in de MLS SuperDraft 2013 door New England Revolution. Zijn debuut maakte hij op 9 maart 2013 tegen Chicago Fire. In zijn eerste seizoen bij de club speelde hij in tweeëndertig competitiewedstrijden. In zijn tweede jaar bij de club speelde hij in hetzelfde aantal wedstrijden.